# Boutigny-Prouais

Boutigny-Prouais este o comună în departamentul Eure-et-Loir, Franța. În 1 ianuarie 2022 avea o populație de 1.708 de locuitori.